# Матвіївська сільська рада (Довжанський район)
Матвіївська сільська рада — сільська рада у Довжанському районі Луганської області з адміністративним центром у селі Матвіївка.
Історична дата утворення: в 1961 році.
Сільській раді підпорядковані також села Антракоп, Іващенко, Ритикове та Уткине.
Адреса сільської ради: 94855, Луганська обл., Довжанська міськрада, с. Матвіївка, вул.Октябрьська, 14а.

## Населені пункти
Населені пункти, що відносяться до Матвіївської сільської ради.
| № | Назва     | Тип    | Рік заснування | Площа км² | Населення (2001), ос. |
| - | --------- | ------ | -------------- | --------- | --------------------- |
| 1 | Матвіївка | село   | 1955           | 23,3      | 239                   |
| 2 | Антракоп  | село   | 1955           | 7         | 49                    |
| 3 | Іващенко  | селище | 1915           | 34,5      | 198                   |
| 4 | Ритикове  | село   | 1955           | 9,4       | 96                    |
| 5 | Уткине    | село   | 1955           | 17,95     | 97                    |

## Склад ради
Рада складається з 12 депутатів та голови.

### Керівний склад ради
| ПІБ                          | Основні відомості                                                         | Дата обрання | Дата звільнення |
| ---------------------------- | ------------------------------------------------------------------------- | ------------ | --------------- |
| Касьянов Віктор Григорійович | Сільський голова, 1948 року народження, освіта, безпартійний              | 26.03.2006   | 31.10.2010      |
| Стужук Микола Васильйович    | Сільський голова, 1960 року народження, освіта вища, член Партії регіонів | 31.10.2010   |                 |

Примітка: таблиця складена за даними джерела

## Охорона природи
На південно-західній околиці сільради знаходиться ландшафтний заказник «Нагольний кряж».